# Ken Levine
Ken Levine (New York, 1º settembre 1966) è un autore di videogiochi e scrittore statunitense; è divenuto noto nell'ambiente videoludico a partire dalla metà degli anni 90, in un continuo crescendo che lo portò alla creazione di videogiochi classici come System Shock 2, BioShock, BioShock Infinite e Thief: Dark Project. È il direttore creativo e cofondatore di Ghost Story Games (prima nota come "Irrational Games") È stato nominato "Storyteller of the Decade" da Game Informer ed è stato personaggio dell'anno 2007 per 1UP Network. Ha ricevuto il premio inaugurale Golden Joystick  alla carriera.

## Biografia

### Prima dei videogiochi
Nato nel Flushing, quartiere del Queens newyorchese, da una famiglia di ebrei americani, da adulto scelse di diventare ateo. Da bambino è cresciuto giocando molto all'edizione del 1974 del gioco di ruolo da tavolo Dungeons & Dragons; mentre il primo videogioco su cui mise mano fu Star Trek, nel 1976, che giocò su un computer mainframe. Dopo essersi laureato in drammaturgia al Vassar College a Poughkeepsie; nel 1995, dopo anni passati a Los Angeles, dove cerca di sfondare come sceneggiatore nel cinema, torna nella East Coast, in Massachusetts per unirsi ai ben noti studi di videogiochi Looking Glass Studios; che Ken aveva sempre ammirato per giochi come System Shock e Ultima Underworld: The Stygian Abyss.

### Anni 90: Da Looking Glass ad Irrational
Ken arrivò in Looking Glass, in un periodo dove nonostante le perdite generate negli ultimi mesi, l'azienda decise di investire moltissimo denaro su un nuovo gioco, Terra Nova: Strike Force Centauri, un gioco a tema fantascientifico con i mecha. Il gioco vide la sua pubblicazione nel 1996, e nonostante un'ottima accoglienza, riuscì a vendere solamente 100 000 copie. A causa dell'alto budget richiesto da Terra Nova, e delle ingenti perdite, Looking Glass sarebbe precipitata in uno stato di deficit da qui non si sarebbe mai più ripresa. Fino a quel momento Levine aveva già prestato il suo contributo per 2 anni nello sviluppo di un progetto parallelo; Dark Project: L'ombra del ladro. Il titolo sarebbe uscito nel 1998 raccogliendo voti eccellenti dalla critica, vendendo ben oltre 500 000 copie; tuttavia Levine era uscito da Looking Glass già nel 1997, per fondare una suo propria compagnia: Irrational Games.
Inizialmente non ingaggiati in nessuno sviluppo, il capo di Looking Glass, Paul Neurath, propose a Ken Levine una collaborazione su un gioco che avrebbe fatto la storia: System Shock 2. Il gioco venne pubblicato nel 1999 e ricevette un'accoglienza da parte della critica entusiasmante: atmosfera, comparto sonoro e grafico, storia ed originalità furono apprezzate molto. Nell'ottica del gioco Levine svolse un ruolo assolutamente centrale come lead designer e scrittore. Nonostante l'accoglienza ottima da parte della critica e anche del pubblico, il gioco però non vendette quanto sperato e nel giro di un anno arrivò ad appena più di 58,000 copie vendute, portando incassi per poco più di 2,50 milioni di dollari.

### Anni 2000: il successo di BioShock
Nel 2000 quando, dopo l'avvento di Sony e PlayStation e di giochi come Metal Gear Solid e Final Fantasy VII, tutto il vero potenziale del Giappone nei videogiochi fu rivelato, Ken espresse la propria opinione dicendo che «I giapponesi ci distruggeranno, se capiranno come andare incontro anche al mercato nordamericano». Difatti furono in molte le case di sviluppo nordamericane, improntate principalmente su personal computer, che fallirono, come non a caso Looking Glass Studios, o che si trovarono in grossi problemi finanziari come Interplay Entertainment, Ion Storm e altre; e per questo lo sforzo di Levine fu quello di introdurre giochi quanto più innovativi, a partire dal III millennio.  Irrational aprì una filiale a Canberra, in Australia con a capo Jonathan Chey; questo studio si mise al lavoro su un nuovo gioco: Freedom Force, ed un suo seguito Freedom Force vs The 3rd Reich, sviluppati entrambi sotto la supervisione di Levine dagli uffici negli Stati Uniti. I due giochi furono apprezzati dalla critica in quanto ripescavano fortemente dall'amore che Levine e l'artista Robb Waters nutrivano per la Silver Age del fumetto Americano. Contemporaneamente gli studi americani di Irrational erano al lavoro su due sparatutto in prima persona; Tribes: Vengeance e SWAT 4, che videro la luce nel 2004 e nel 2005 e per i quali Levine fece rispettivamente da scrittore e produttore esecutivo. Entrambi i giochi si dimostrarono dei successi con molti elogi da parte della critica soprattutto per SWAT 4 che offriva un'originale simulazione tattica poliziesca, mai vista prima.
Ma la vera svolta, ed il vero passo in avanti che Ken stava cercando arrivò nel 2006. Dopo l'acquisizione di Irrational Games da parte di Take Two Interactive, Ken Levine, rivelò infatti all'E3 2006, proprio BioShock, a cui segretamente stava lavorando fin dal 2002. Il gioco sarebbe stato l'erede spirituale di System Shock 2; difatti erediterà da quest'ultimo la struttura ibrida sparatutto in prima persona-action RPG. Il titolo sarebbe stato pubblicato nel 2007, i giocatori lo apprezzarono in maniera entusiasmante e la critica lo valutò con punteggi elevatissimi: come con il suo antenato spirituale, atmosfera, comparto sonoro e grafico, storia ed originalità furono i perni attorno al quale ruotava il successo e l'essenza stessa di BioShock. Ancora una volta il ruolo di Ken in BioShock fu di importanza cruciale, rendendo il gioco strettamente legato al creatore. A differenza di System Shock 2, però, BioShock si confermerà anche un successo commerciale, con oltre 2 milioni di copie vendute nel giro di 4 mesi, per un totale di incassi oltre i 90 milioni di dollari. Nel 2015 il gioco conta più di 25 milioni di copie vendute.

### Anni 2010: La fine di BioShock e di Irrational, nuovo studio
Durante il 2010, Ken Levine, annunciò lo sviluppo di un nuovo titolo col nome di Project Icarus, progetto che Levine stesso definì come "[La cosa] più ambiziosa che sia mai stata fatta [da Irrational Games]". Solo l'anno dopo sarebbe venuto fuori il vero nome del gioco: BioShock Infinite. Infinite sarebbe stato un "BioShock" ma a quanto pare non avrebbe proseguito la trama del primo capitolo, bensì si sarebbe ambientato in un diverso contesto, la città fluttuante di Columbia, in una diversa epoca storica, il 1912; il gameplay avrebbe cercato di costruire sulle basi della formula ormai consolidata 14 anni prima con System Shock 2.
Preceduto da tanto entusiasmo e da aspettative elevatissime BioShock Infinite venne pubblicato il 26 marzo 2013, e si confermò all'altezza del primo capitolo riscuotendo voti molto alti da parte della critica specializzata, vincendo più di 80 premi prima del lancio e godette poi di un ottimo apprezzamento da parte del pubblico. Anche le vendite si attestarono su livelli elevati: in poco più di un mese furono vendute oltre 3,7 milioni di copie con incassi superiori ai 165 milioni di dollari. Lo straordinario successo di BioShock Infinite consentì a Ken Levine di vincere il premio Lifetime Achievement dei "Golden Joystick Awards"; premio concesso solo ai migliori sviluppatori del calibro di Hideo Kojima.
Quasi un anno dopo il successo di BioShock Infinite, Ken Levine annuncia la chiusura di Irrational Games, spiegando di voler concentrare le proprie forze su un team di sviluppo più piccolo, composto da un massimo di 15 persone, proprio come ai tempi di System Shock 2. Dichiarò che si sarebbe dedicato a titoli prettamente narrativi e rilasciati in formato digitale. Durante la sua lezione alla GDC del 2014 Levine invece dimostra interesse per lo sviluppo di un sistema narrativo rigiocabile all'infinito, che utilizzi delle sorte di "mattoncini Lego narrativi" per comporre storie ed esperienze di gioco sempre diverse. Nel 2015 comincia a fornire i primi dettagli, sul suo nuovo gioco, riguardanti personaggi e storie dettagliate, unito ad una forte componente narrativa basata su un'ambientazione open world e dominato da un preponderante tema fantascientifico. Nell'aprile 2016, Levine dichiara di essere al lavoro per la scrittura e produzione dell'episodio pilota di una serie interattiva basata su Ai confini della realtà.
Nel febbraio 2017, Levine riapre Irrational Games, ora rinominata Ghost Story Games, rifondata da 12 dei membri di Irrational con Levine in carica di presidente e direttore creativo.

## Lavori come scrittore e sceneggiatore
Ken Levine è stato consulente e co-autore di tre libri sul franchise di BioShock. Si tratta di BioShock: Rapture, Bioshock Infinite: Mind In Revolt e The Art of BioShock Infinite. Levine non ha lavorato direttamente, ma ha fornito la proprietà intellettuale e le citazioni usate dagli autori nei libri. Gli scrittori sono John Shirley per Rapture e Joe Fielder per Mind in Revolt. Levine ha scritto l'introduzione dell'edizione Deluxe di The Art of BioShock Infinite.
Nel giugno 2013, Levine ha confermato di essere al lavoro su un nuovo adattamento cinematografico del romanzo fantascientifico distopico la fuga di Logan. Tuttavia, viene poi sostituito nel progetto.

## Influenze e seguito
Acclamato per il suo stile è stato inserito da IGN nella lista dei 100 migliori creatori di videogiochi alla posizione numero 37, elogiando la sua capacità di raccontare storie immersive, l'importanza data anche ai personaggi secondari, al loro ruolo e alla loro intelligenza artificiale, e il modo in cui solo i grandi giochi e creatori riescono a trascinare i giocatori nei loro mondi, fondendoli con la finzione; come lui sa fare.
Non solo lui, ma l'impatto che i suoi giochi hanno lasciato nel tempo e in altri titoli è stato certamente rilevante. Difatti sempre IGN, ha pubblicato la lista dei 100 migliori sparatutto in prima persona, nella quale figurano ben 4 titoli di Levine: System Shock 2 alla 35ª posizione, SWAT 4 alla 34ª posizione, BioShock Infinite alla 31ª posizione ed infine BioShock all'8ª posizione. Menzione speciale va fatta per System Shock 2 che è riuscito addirittura ad entrare anche nella lista dei 100 migliori videogiochi di ruolo, sempre redatta da IGN, dove il gioco si è guadagnato la 19ª posizione, grazie alla sua forte componente action RPG; ponendosi davanti a titoli come Diablo III, Baldur's Gate e Mass Effect 2.
Ken Levine tra l'altro si è sempre affermato nel mondo videoludico non solo come creatore e innovatore, ma anche come forte opinionista piuttosto saldo alle proprie convinzioni; non di meno oltre che all'aver percepito, nel 2000, la "minaccia" del Giappone con la PlayStation, nel mondo dei videogiochi rispetto all'America del Nord, ha infatti ribadito che il PC rimane comunque «Il luogo che guida l'innovazione». Per quanto riguarda i videogiochi, gli sparatutto in prima persona nel suo caso, Ken li ha definiti come più coinvolgenti affermando che «Pongono una barriera in meno per godere dell'esperienza di gioco», grazie alla visuale del protagonista; ed ha dichiarato che la violenza nei videogiochi è un espediente efficace per raccontare storie.
Altamente critico invece si è rivelato sul ruolo del sesso nei videogiochi definendolo "ridicolo" e dopo la pubblicazione di BioShock Infinite ha pubblicamente chiesto che si smettesse di produrre pornografia in rete ispirata al personaggio di Elizabeth. Riguardo alla dibattuta questione nel 2012, sui finali di Mass Effect 3 di BioWare, Ken ha affermato «Credo che se queste persone verranno accontentate, e BioWare scriverà il finale che desiderano, non sarà comunque la stessa cosa, perché non avranno davvero creato la conclusione del gioco. Tutta questa storia mi rende triste, alla fine dei conti nessuno rimarrà contento anche se la richiesta verrà accettata». Ha citato inoltre la serie televisiva Mad Men e i registi Joel ed Ethan Coen come fonti di ispirazione. Nel 2016 durante una intervista con la rivista statunitense Rolling Stone, Levine ha rivelato retroscena sulla sua dipartita da Irrational Games e del motivo per cui non sviluppò altri capitoli di BioShock, ammettendo «Non volevo sviluppare un altro BioShock. [...] Avrei lasciato la compagnia dopo la distribuzione dell'ultimo gioco perché volevo lavorare su progetti più piccoli e sperimentali. Mi chiesero di rimanere»; ha poi aggiunto «Quel gioco ha cambiato la mia vita dal punto di vista della salute, di come vedevo la creazione dei videogiochi e delle relazioni con le persone. [...] Non sono una persona felice. Ho un'ansia che in certi casi mi distrugge».

## Lista di Lavori
| Nome                             | Anno | Ruolo accreditato                     | Editore                              |
| -------------------------------- | ---- | ------------------------------------- | ------------------------------------ |
| Looking Glass Studios            |      |                                       |                                      |
| Dark Project: L'ombra del ladro  | 1998 | Design iniziale e concept di gioco    | Eidos Interactive                    |
| Irrational Games                 |      |                                       |                                      |
| System Shock 2                   | 1999 | Design, dialoghi, storia, doppiaggio  | Electronic Arts                      |
| Freedom Force                    | 2002 | Freedom Force team, doppiaggio        | Electronic Arts, Crave Entertainment |
| Tribes: Vengeance                | 2004 | Scrittore                             | Vivendi Games                        |
| Freedom Force vs the 3rd Reich   | 2005 | Scrittore                             | Electronic Arts, 2K Games            |
| SWAT 4                           | 2005 | Produttore esecutivo                  | Vivendi Games, Sierra Entertainment  |
| BioShock                         | 2007 | Storia, scrittore, direzione creativa | 2K Games, Feral Interactive          |
| BioShock Infinite                | 2013 | Scrittore, direttore creativo         | 2K Games, Aspyr                      |
| BioShock Infinite: Burial at Sea | 2013 | Scrittore, direttore creativo         | 2K Games, Aspyr                      |
| Ghost Story Games                |      |                                       |                                      |
| Judas                            | TBA  | Scrittore, direttore creativo         | 2K Games                             |